# Парламент Малайзии
Парламент Малайзии (малайск. Parlimen Malaysia) — законодательный орган (парламент) Малайзии.
Конституция Малайзии не содержит чёткого принципа разделения властей, об этом позволяет говорить её структура. Верховный правитель входит во все ветви власти, в том числе и законодательную (ст. 44).

## Состав
Парламент состоит из двух палат (ст. 90):
- Палата представителей (малайск. Dewan Rakyat, рус. Деван ракьят, буквально — Народный Совет) — нижняя палата;
- Сенат (малайск. Dewan Negara, рус. Деван негара, буквально — Государственный Совет) — верхняя палата[2][3][4].

Один гражданин не может быть одновременно членом обеих палат или быть избранным более чем от одного избирательного округа в Палату представителей, а в Сенат более чем от одного штата.

### Палата представителей (Народный Совет)
Количество депутатов Палаты представителей по Конституции Малайзии равно 180 членам (ст. 46), избираемым на прямых выборах на 5 лет. При дисквалификации депутата его место остаётся вакантно. Верховный правитель по рекомендации премьер-министра вправе распустить Палату представителей после вынесения ею вотума недоверия кабинету министров. Из состава палаты Представителей избирается спикер и заместитель спикера. Созывается на сессии Верховным правителем, максимальный перерыв между которыми не может быть более 6 месяцев.

### Сенат (Государственный Совет)
Сенат состоит из 69 назначаемых и избираемых членов из граждан, достигших возраста 30 лет: 26 избираются законодательным собранием каждого штата (по 2 от каждого штата), 43 члена назначаются Верховным правителем, из них два от Куала-Лумпур, один от Лабуан (ст. 45). Сенаторы назначаются на 3 года, но не более 2 сроков подряд, и этот срок не прерывается роспуском парламента. Сенаторы, назначаемые Верховным правителем, представляют интересы различных отраслей: экономики, культуры, этнических меньшинств. Кандидат в сенаторы не может быть судимым, находиться на государственной службе, занимать пост депутата или судьи, быть душевнобольным, освобождённым от обязательств банкротом, иметь двойное гражданство. Из своего состава избирают Председателя.

## Полномочия
Первое заседание после выборов в Палату представителей проводится не позднее чем через 120 дней. Совместно верхняя и нижняя палаты собираются на заседания для прослушивания послания Верховного правителя парламенту.
Председатель Сената и Спикер Палаты представителей определяют регламент работы соответствующей палаты, в их полномочия также входят процедурные вопросы. Верховный правитель назначает Клерка каждой из палат, который председательствует на заседаниях палаты во время голосования, или в отсутствие Спикера или его заместителя (ст. 65).
Большая часть решений в Сенате и Палате представителей принимаются половиной голосов на тайном голосовании, при этом запрещается принимать участие в голосовании членам, отсутствующим в заседании (ст. 62). Законность работы Парламента не может быть предметом судебного спора (ст. 63).
Депутаты Сената и Палаты представителем имеют правовой и имущественный иммунитет, которого могут быть лишены по решению соответствующей палаты, а также индемнитет.
Законодательная инициатива принадлежит обеим палатам Парламента Малайзии, как и процедура по принятию проекта закона может начинаться в любой из палат Парламента. После принятия законопроекта одной палатой, на рассмотрение другой палате даётся 1 месяц, после чего он должен быть подписан Верховным правителем (ст. 66). Также в полномочия Парламента входит контроль государственных финансов, расходов кабинета министров, который ответственен перед парламентом. Проект закона, связанный с налогами и расходами государства может вноситься исключительно в Палату представителей.